# Makman Ben Amer
Makman Ben Amer (în arabă مكمن بن عمر) este o comună din provincia Naâma, Algeria.
Populația comunei este de 8.607 locuitori (2008).